# Cognac-la-Forêt
Cognac-la-Forêt é uma comuna francesa na região administrativa da Nova Aquitânia, no departamento de Alto Vienne. Estende-se por uma área de 31,56 km². Em 2010 a comuna tinha 1 196 habitantes (densidade: 37,9 hab./km²).